# فاني (فلم)
فاني (بالإنجليزية: Fanny) هو فيلم دراما تم إنتاجه في الولايات المتحدة وصدر في سنة 1961.

## الميزانية والإيرادات
حقق أرباحا تقدر بـ 4.5 مليون دولار (/ Canada rentals) .

### ترشيحات وجوائز
| السنة | الحدث  | الفئة     | النتيجة |
| ----- | ------ | --------- | ------- |
|       | أوسكار | أفضل فيلم | ترشـيـح |

## وصلات خارجية
- فاني على موقع IMDb (الإنجليزية)
- فاني على موقع الموسوعة البريطانية (الإنجليزية)
- فاني على موقع روتن توميتوز (الإنجليزية)
- فاني على موقع نتفليكس (الإنجليزية)
- فاني على موقع ألو سيني (الفرنسية)
- فاني على موقع Turner Classic Movies (الإنجليزية)
- فاني على موقع أول موفي (الإنجليزية)
- فاني على موقع فيلمافينيتي (الإسبانية)
- فاني على موقع قاعدة بيانات الأفلام السويدية (السويدية)
- فاني على موقع قاعدة بيانات الفيلم (الإنجليزية)

1. ↑  وصلة مرجع: http://www.imdb.com/title/tt0054866/. الوصول: 8 أبريل 2016.
2. 1 2  وصلة مرجع: http://www.filmaffinity.com/en/film931791.html. الوصول: 8 أبريل 2016.
3. 1 2 3 4 5 6 7 8 9 10 11 12 13 14 15 16 17 18 19  وصلة مرجع: http://www.imdb.com/title/tt0054866/fullcredits. الوصول: 8 أبريل 2016.